# Portentomorpha
Portentomorpha és un gènere d'arnes de la família Crambidae. Conté només una espècie, Portentomorpha xanthialis, que es troba des de Texas fins a Louisiana i Florida, les Índies Occidentals (inclòs Cuba i Puerto Rico), i de Mèxic a Bolívia (incloent Colòmbia i l'Equador).
L'envergadura és de 24 a 27 mm. Els adults apareixen a l'agost a Florida.